# Mattru Jong
Mattru Jong, conhecida também como Mattru, é uma ilha e uma importante cidade pesqueira localizada no distrito de Bonthe na Província do Sul da Serra Leoa.
A cidade de Mattru Jong tinha uma população de 7.647 no censo de 2004  e uma estimativa de 2010 era de 8.199 .
A cidade é habitada em grande parte por nativos, Sherbro e Mendés.